# Cynoglossum officinale
La cinoglosa, bizniega, lengua de perro (traducción de cynoglossum), oreja de liebre o viniebla (Cynoglossum officinale L.) es una especie de planta de la familia de las boragináceas.

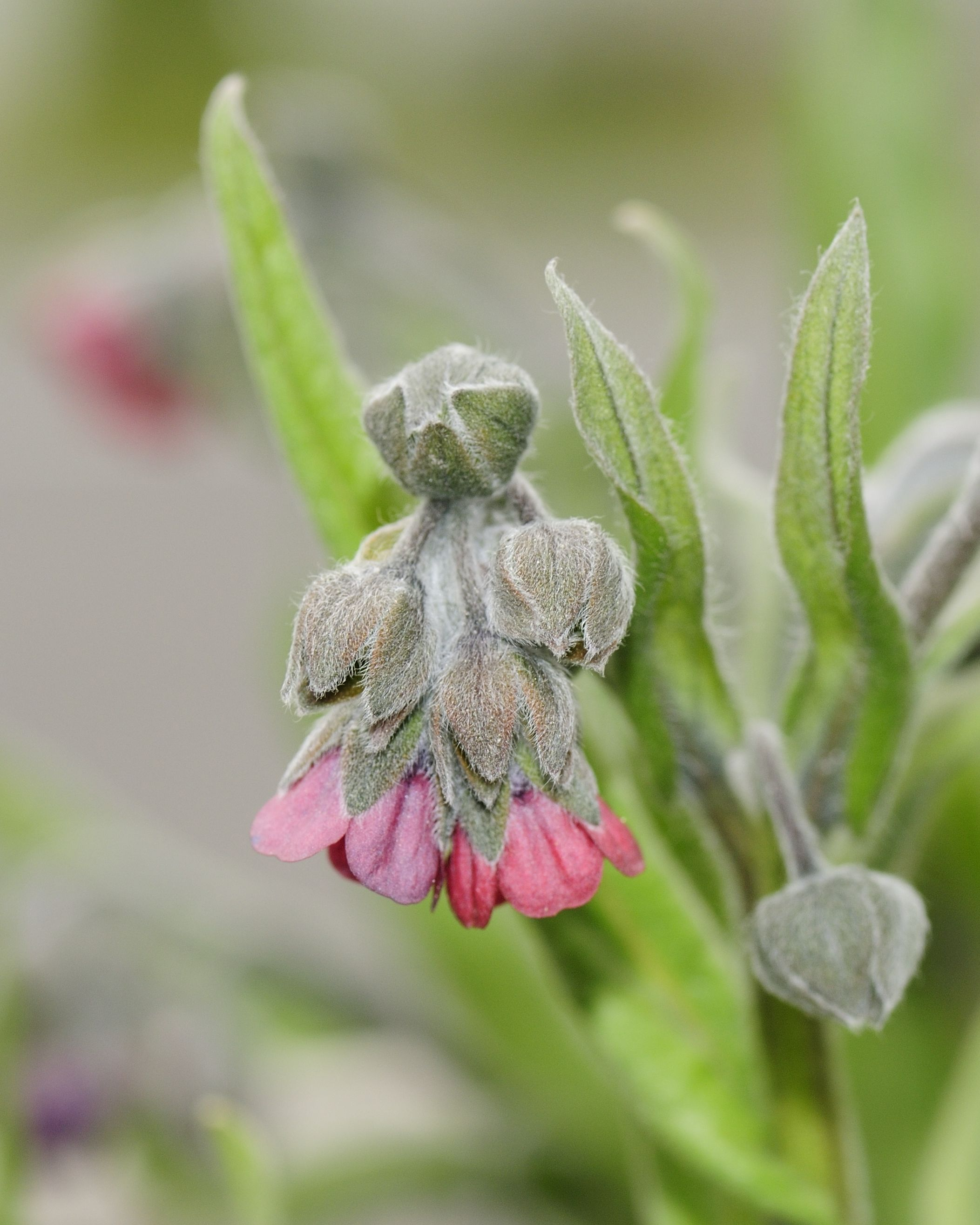
Inflorescencia

## Distribución y hábitat
Es una planta que crece en las zonas templadas de Europa, Asia y Norteamérica, en calveros, laderas pedregosas, terrenos incultos y bordes de caminos. En España medra en las montañas septentrionales, especialmente en los Pirineos.

## Descripción
Es una planta herbácea vivaz de 3-60 cm de altura. Las hojas son ásperas, anchamente lanceoladas, enteras y pecioladas, parecidas a una lengua de perro, que desprenden un fuerte olor a ratón cuando se restriegan. La flor, de mayo en adelante, es  púrpura, madura sus frutos a partir de julio, agrupándose en panículas terminales. Las semillas poseen unos pequeños garfios que se enganchan en la piel de los animales para su difusión.

## Propiedades
- Para el tratamiento de catarros y la tos
- Antidiarréico.
- Es tóxico para los animales de sangre fría y poco para los mamíferos. Acción paralizante sobre nervios motores similar a la del curare en algunas especies.
- Usado para el tratamiento de las hemorroides.
- Antiguamente era considerada oficinal, hoy solo se utiliza en homeopatía.

## Taxonomía
Cynoglossum officinale fue descrita por Carlos Linneo y publicado en Species Plantarum 1: 134. 1753.
Etimología
Cynoglossum: nombre genérico que deriva del griego cyno = "perro" y glossum = "lengua", refiriéndose a su parecido con la lengua de un perro. 
officinale: epíteto latino que significa "planta medicinal vendida en herbarios".
Citología
Número de cromosomas de Cynoglossum officinale (Fam. Boraginaceae) y táxones infraespecíficos: n=12
Sinonimia
- Cynoglossum foetens Gilib.
- Cynoglossum rotatum Velen.
- Cynoglossum ruderale Salisb.
- Cynoglossum vulgare Gueldenst. ex Ledeb.[4]

## Nombre común
- Castellano: bizniega, cinoglosa, cinoglossa, cynoglossa, cynoglossa vulgar, hierba conejera, hierba del conejo, lapilla, lengua canina, lengua de perro, lingoa de caô, mareacavallo, matacavallo, oreja de liebre, orejas de liebre, orelha de lebre, viniebla, viniega, yerba conejera.[5]